# توپ طلای ۱۹۸۱
توپ طلای ۱۹۸۱ (فرانسوی: 1981 Ballon d'Or‎) ۲۶مین رویداد سالیانهٔ توپ طلا بود که از سوی مجلهٔ فرانس فوتبال به بهترین بازیکن فوتبال در سال ۱۹۸۱ اعطا گردید که در این سال، کارل-هاینتس رومنیگه برندهٔ توپ طلا شد.